# Sahasaula
Sahasaula – gaun wikas samiti w środkowej części Nepalu w strefie Dźanakpur w dystrykcie Mahottari. Według nepalskiego spisu powszechnego z 2001 roku liczył on 1090 gospodarstw domowych i 6669 mieszkańców (3166 kobiet i 3503 mężczyzn).